# Horred
Horred – miejscowość (tätort) w Szwecji, w regionie administracyjnym (län) Västra Götaland, w gminie Mark.
Według danych Szwedzkiego Urzędu Statystycznego liczba ludności wyniosła: 1203 (31 grudnia 2015), 1271 (31 grudnia 2018) i 1254 (31 grudnia 2019).